# Língua kubachi
A língua Kubachi (ou Kubachin) é uma das que formam o continuum dialetal das língua dargínica falada no Daguestão, Rússia pelos Kubachins. É considerada por Ethnologue como um dialeto divergente da língua dargínica, mas aquele reconhece que pode ser uma língua separada.

## Escrita
A língua Kubachi é escrita no alfabeto cirílico numa versão própria com 44 letras. 

## Fonologia

### Consoantes
Aqui expressas em alfabeto latino
|                |                | Labial | Labial | Dental | Dental | Alveolar | Alveolar | Palatal | Velar | Velar  | Uvular | Uvular | Epi- glotal | Glotal |
| lenis          | fortis         | lenis  | fortis | lenis  | fortis | lenis    | fortis   | Palatal | lenis | fortis |        |        | Epi- glotal | Glotal |
| -------------- | -------------- | ------ | ------ | ------ | ------ | -------- | -------- | ------- | ----- | ------ | ------ | ------ | ----------- | ------ |
| Nasal oclusiva | Nasal oclusiva | m      |        | n      |        |          |          |         |       |        |        |        |             |        |
| Plosiva        | Sonora         | b      |        | d      |        |          |          |         | ɡ     |        |        |        |             |        |
| Plosiva        | Surda          | p      | pː     | t      | tː     |          |          |         | k     | kː     | q      | qː     |             | ʔ      |
| Plosiva        | Ejetiva        | pʼ     |        | tʼ     |        |          |          |         | kʼ    |        | qʼ     |        |             |        |
| Africada       | Surda          |        |        | t͡s     | t͡sː    | t͡ʃ       | t͡ʃː      |         |       |        |        |        |             |        |
| Africada       | Ejetiva        |        |        | t͡sʼ    |        | t͡ʃʼ      |          |         |       |        |        |        |             |        |
| Fricativa      | Surda          |        |        | s      | sː     | ʃ        | ʃː       |         | x     | xː     | χ      | χː     | ʜ           |        |
| Fricativa      | Sonora         |        |        | z      |        | ʒ        |          |         |       |        | ʁ      |        | ʢ           | ɦ      |
| Vibrante       | Vibrante       |        |        |        |        | r        |          |         |       |        |        |        |             |        |
| Aproximante    | Aproximante    | w      |        | l      |        |          |          | j       |       |        |        |        |             |        |